# Pleiospilos simulans
Pleiospilos simulans är en isörtsväxtart som beskrevs av Nicholas Edward Brown. Pleiospilos simulans ingår i släktet Pleiospilos och familjen isörtsväxter. Inga underarter finns listade i Catalogue of Life.

## Bildgalleri

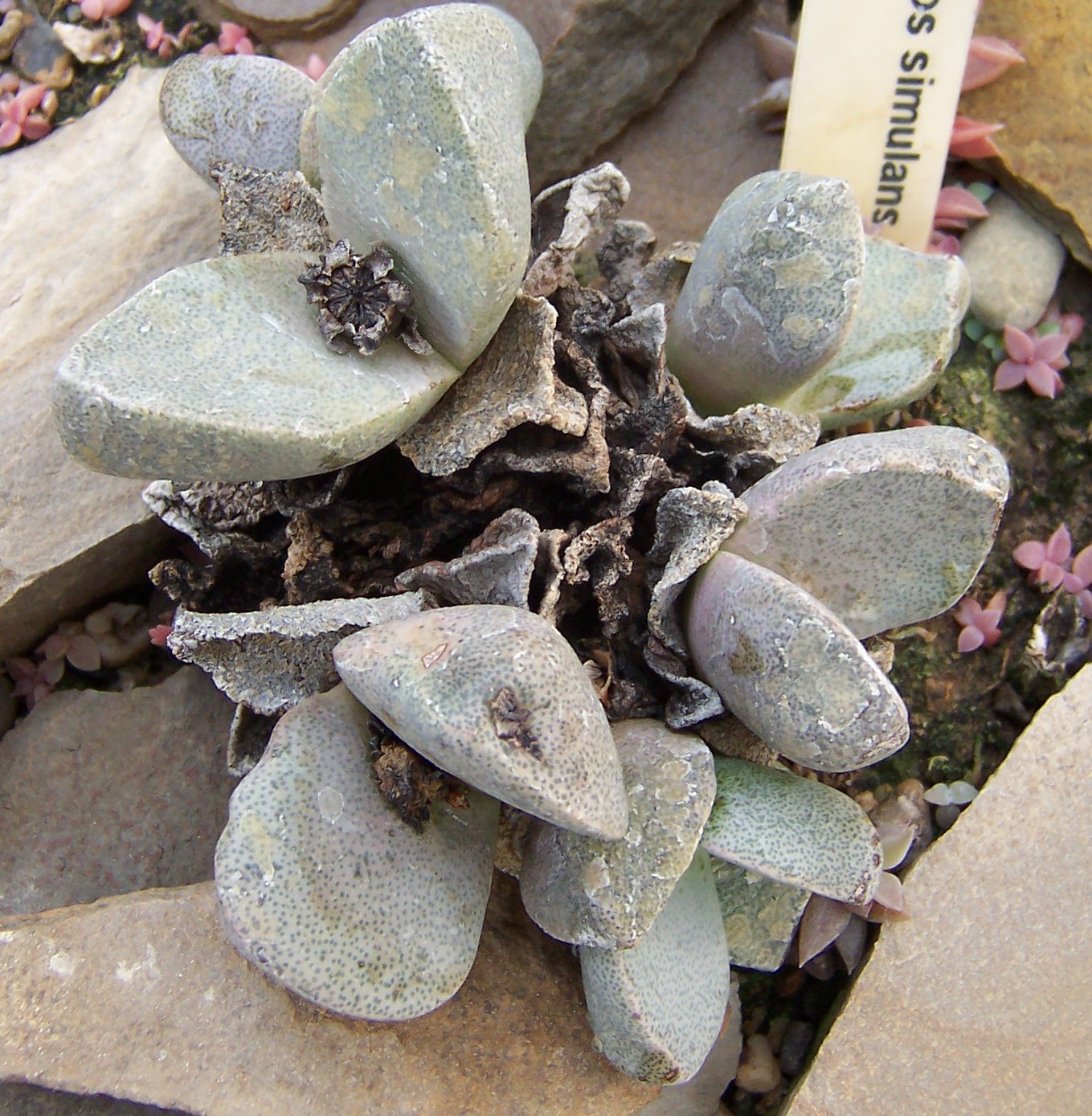